# Efren Reyes (poolspeler)

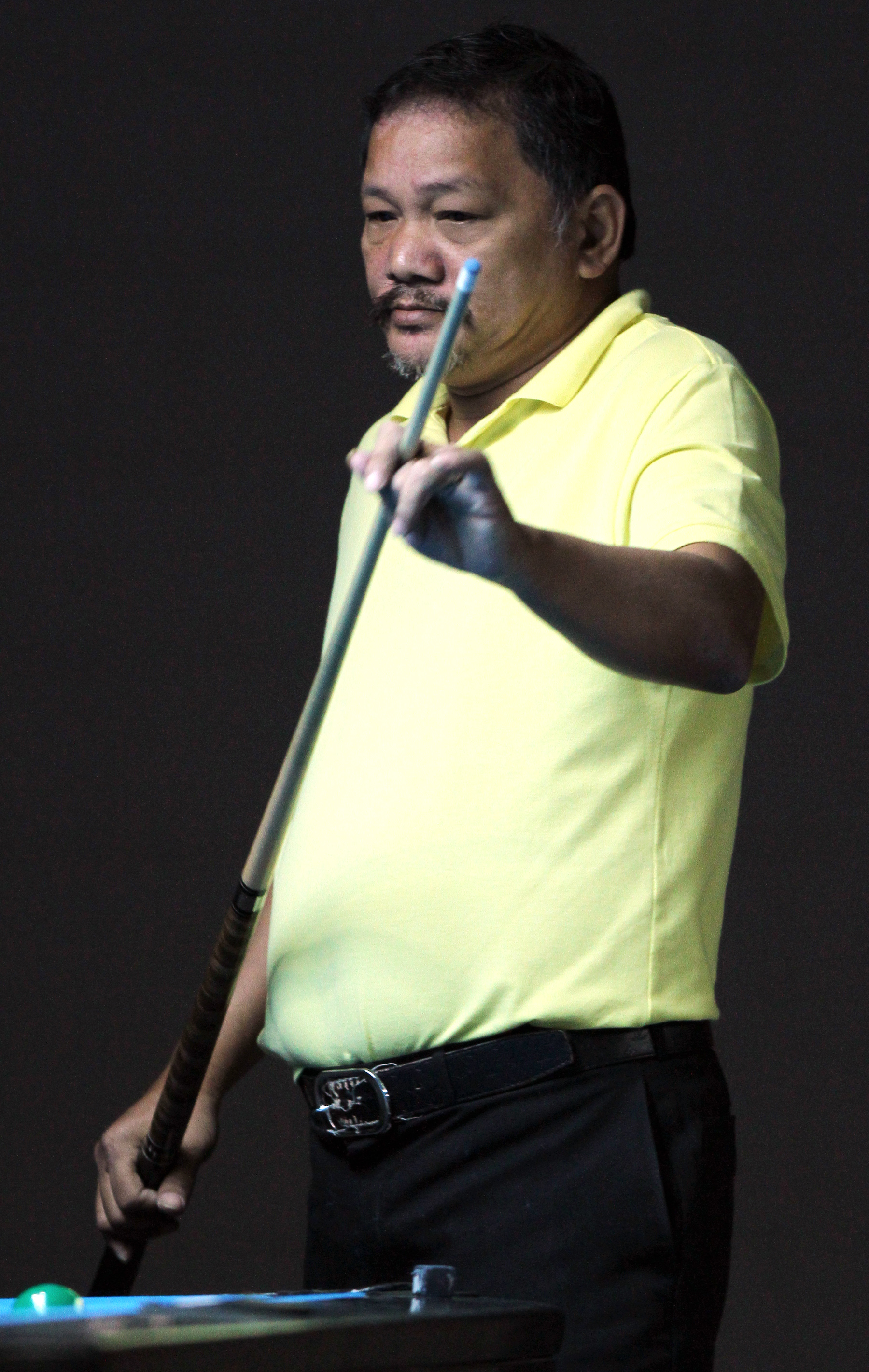
Efren Reyes in the World 9-Ball Pool Championship.

Efren Reyes (Angeles, 26 augustus 1954) is een Filipijns poolspeler. Hij wordt beschouwd als een van de beste poolspelers aller tijden. Zijn bijnamen zijn bata en de magician (de tovenaar).
Zijn eerste grote succes was de winst van het US Open Nine-ball Championship in 1994. Hij was daarmee de eerste niet-Amerikaanse speler die dit voor elkaar kreeg en de tweede van buiten de Verenigde Staten, na Mike Lebrón. In 1999 won Reyes het wereldkampioenschap 9-ball. In 2003 werd Reyes opgenomen in de Hall of Fame van het 'Billiard Congress of America. Het jaar daarop won Reyes het Wereldkampioenschap 8-ball. In totaal heeft hij meer dan 60 toernooien weten te winnen. In 2000 werd Reyes gekozen als een van de beste Filipijnse sporters van het millennium.

## Gewonnen toernooien
Een selectie uit de door Reyes gewonnen toernooien:
- 2006 IPT World 8-Ball Open Championship
- 2005 Derby City Classic 9-Ball
- 2004 Wereldkampioenschap 8-ball
- 2003 Las Vegas 9-Ball Open
- 2002 International Challenge of Champions
- 2002 World Pool League
- 2001 World Pool League
- 2000 US Open One-pocket Championship (zie One Pocket)
- 1999 Wereldkampioenschap 9-ball
- 1994 US Open Nine-ball Championship